# Komunistyczny Uniwersytet Mniejszości Narodowych Zachodu im. Juliana Marchlewskiego
Komunistyczny Uniwersytet Mniejszości Narodowych Zachodu im. Juliana Marchlewskiego (ros. Коммунистический университет национальных меньшинств Запада имени Мархлевского, w skrócie: КУНМЗ) – uczelnia działająca w Moskwie w latach 1922–1936, kształcąca kadry dla przyszłych republik radzieckich na zachodzie Europy.

## Historia
Placówka została utworzona na mocy dekretu SNK RFSRR z 28 listopada 1921 roku na bazie dotychczasowych szkół partyjnych:
- litewsko-żydowsko-łotewskiej
- niemieckiej
- polskiej
- rumuńskiej

W 1921 roku zamieniono je na sekcje uniwersytetu.
18 września 1922 roku dokonano otwarcia filii uczelni w Piotrogrodzie – specjalizowała się w problematyce państw bałtyckich. W 1924 roku dokonano jej formalnego wcielenia do oddziału moskiewskiego.
W 1922 roku w uniwersytecie studiowało 352 studentów. Rok później dokonano podziału uczelni na wydziały:
- pracy partyjnej i polit-edukacji („партийной работы и политического просвещения”)
- ruchu związkowego („профсоюзного движения”)
- ekonomiczny („экономическое”)
- administracyjno-prawny („административно-правовое”)

Studia trwały trzy lata, jednak przewidziano również możliwość doraźnego uczestnictwa w prowadzonych na uniwersytecie kursach. Na naukę do placówki kierowały lokalne organizacje RKP(b) i WKP(b) oraz Komsomołu.
Pierwszym rektorem uniwersytetu został Julian Marchlewski (do 1925), imieniem którego nazwano później placówkę. Uniwersytet został zlikwidowany na podstawie decyzji Komitetu Wykonawczego Kominternu (IKKI) z 7–8 maja 1936, u progu „wielkiej czystki” i fali represji wobec przedstawicieli zachodnich partii komunistycznych w ZSRR.